# Alloesia bicolor
Alloesia bicolor är en skalbaggsart som beskrevs av Waterhouse 1880. Alloesia bicolor ingår i släktet Alloesia och familjen långhorningar. Inga underarter finns listade i Catalogue of Life.